# Sun Tzu
Sun Tzu (chinês simplificado: 孙武; chinês tradicional: 孫武; pinyin: Sūn Wǔ) (544 a.C. – 496 a.C.) foi um general, estrategista e filósofo chinês e principal nome relacionado a escola militar de filosofia chinesa. É mais conhecido por seu tratado militar, A Arte da Guerra, composto por 13 capítulos de estratégias militares.
Sun Tzu, também grafado como Sunzi, foi uma figura histórica cuja existência é questionada por vários historiadores. Seu nome de nascimento era Sun Wu, sendo Sun o seu sobrenome e Tzu um título que significa "Mestre". Tradicionalmente, Sun Tzu vivera no Período das Primaveras e Outonos da China (722 a.C. – 481 a.C.) como general do Rei Hu Lu. Historiadores mais recentes, que admitem a sua existência, datam o seu trabalho, A Arte da Guerra, do Período dos Reinos Combatentes (476 a.C. – 221 a.C.), baseado nas descrições da guerra desse livro, e pela semelhança da forma de redação do texto com outros trabalhos feitos no início do período dos Reinos Combatentes.
Os historiadores mais tradicionais acreditam que o seu descendente, Sun Pin, também escreveu um tratado sobre táticas militares, intitulado A Arte da Guerra de Sun Pin. Ambos são mencionados como Sun Tzu nos textos tradicionais chineses, e alguns historiadores acreditavam que Sun Wu era de fato Sun Pin até a descoberta de seus trabalhos em 1972. Durante os séculos XIX e XX, A Arte da Guerra, de Sun Tzu, ganhou grande popularidade, sendo adaptado na prática pelo mundo Ocidental, continuando os seus trabalhos a influenciar as culturas e políticas tanto do mundo Asiático como do Ocidental.

## Biografia
As referências mais antigas sobre o local de nascimento de Sun Tzu não são concordantes. Os Anais de Primavera e Outono referem que Sun Tzu nasceu em Qi, enquanto que os Registros do Historiador (Shiji) descrevem que Sun Tzu teria nascido em Wu.
Ambas as fontes estão de acordo em que Sun Tzu nasceu no Período das Primaveras e Outonos da China (722 a.C.–481 a.C.), e que exerceu as suas funções como general e estrategista, ao serviço do rei Hu Lu, do estado de Wu, no final do século VI a.C. início de 512 a.C. As vitórias de Sun Tzu inspiraram-no a escrever a Arte da Guerra. A Arte da Guerra foi um dos tratados militares mais lidos na sequência do Período dos Reinos Combatentes (475 a.C.–221 a.C.), um período de guerras contínuas entre sete nações (Zhao, Qi, Qin, Chu, Han, Wei e Yan) que lutaram para controlarem os vastos territórios férteis da região Este da China.
Uma das histórias mais conhecidas sobre Sun Tzu, do Shiji, descreve o seu temperamento da seguinte forma: ante de contratar Sun Tzu, o rei de Wu testou as suas capacidades ordenando que treinasse um harém de 180 concubinas para que elas se tornassem em soldados. Sun Tzu dividiu-as em duas companhias, escolhendo para as comandar as duas concubinas preferidas do rei. Quando Sun Tzu lhes ordenou que se colocassem de face no chão, elas riram-se. Como reacção, Sun Tzu disse que o general, ele próprio, era responsável por assegurar que os soldados entendiam as suas ordens. De novo, Sun Tzu dá-lhes a mesma ordem e, de novo, elas riram-se. Então, Sun Tzu ordenou que executassem as duas concubinas preferidas do rei, contra os protestos deste. Sun Tzu explicou ao rei que se os soldados compreendiam as ordens mas não as cumpriam, então a culpa era dos oficiais. Sun Tzu acrescentou que, quando um general é nomeado, é seu dever cumprir a sua missão, mesmo que o rei protestasse. Após a execução das duas concubinas, foram escolhidos novos oficiais para as substituir. Após este episódio, ambas as companhias passaram a executar as suas ordens sem qualquer falha.
Os Shiji referem que mais tarde Sun Tzu provou em batalha que as suas teorias eram eficazes (por exemplo, na Batalha de Boju), que ele tinha uma carreira militar de sucesso e que ele escreveu A Arte da Guerra baseada na sua experiência prática. No entanto, Zuo Zhuan, um texto antigo que descreve pormenorizadamente a Batalha de Boju, não faz qualquer referência a Sun Tzu.
Sun Pin, descendente de Sun Tzu, também se tornou um famoso estudioso das artes militares.

## A Arte da Guerra

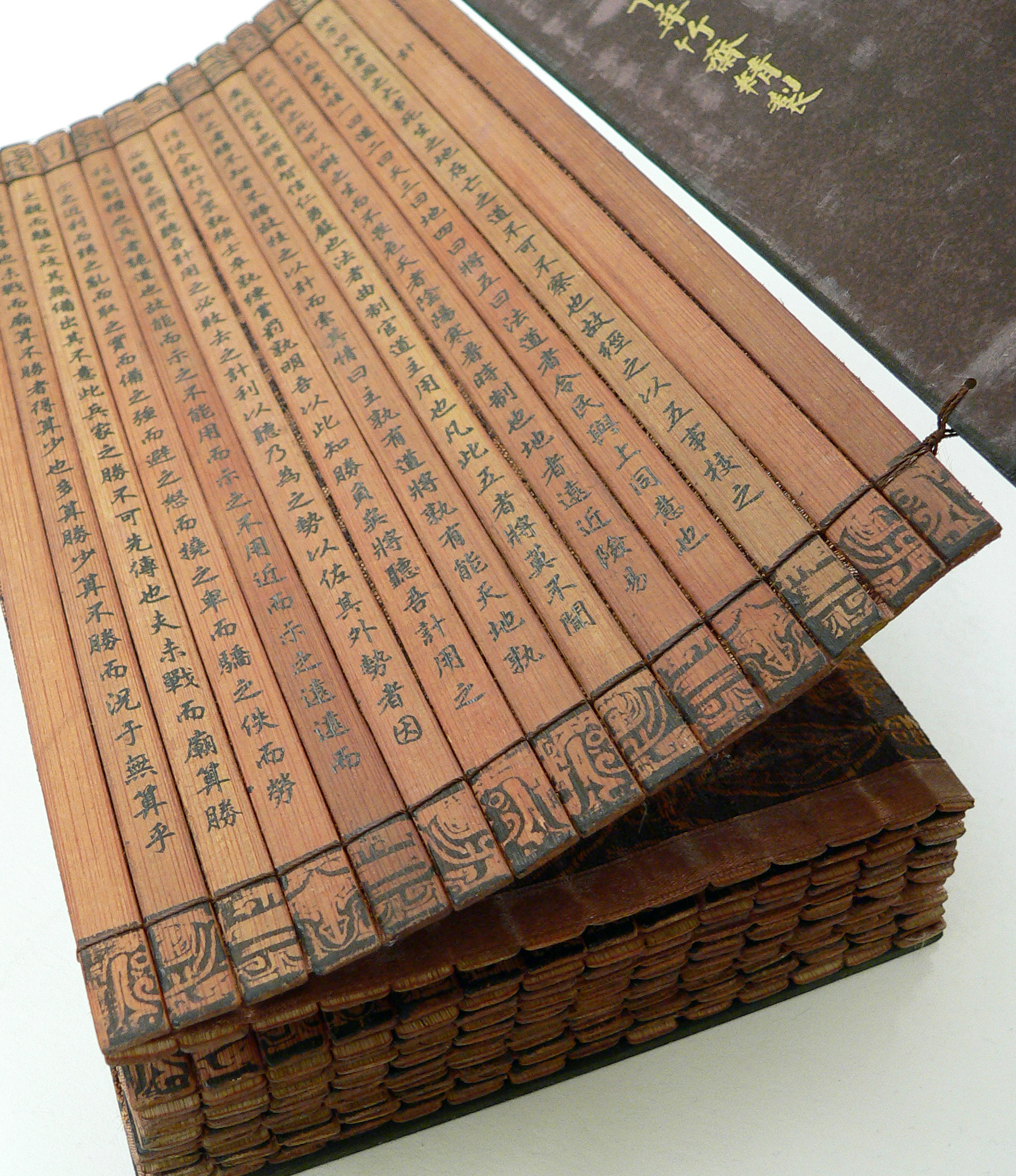
Uma versão em bambu de A Arte da Guerra

A Arte da Guerra (chinês tradicional: 孫子兵法; chinês simplificado: 孙子兵法; pinyin: Sūnzǐ Bīng Fǎ) é atribuída a Sun Tzu. Representa uma filosofia de guerra para gerir conflitos e vencer batalhas. É aceita como obra-prima em estratégia e frequentemente citada e referida por teóricos e generais, desde que foi publicada, traduzida e distribuída por todo o mundo.
Existem muitas teorias sobre quando terá sido escrita e qual a identidade do autor ou autores, mas, descobertas arqueológicas provaram que esta obra terá o actual conteúdo apenas desde o início da Dinastia Han (206 a.C. – 220). Por ser impossível provar de forma incontestável a data de finalização destes textos, antes daquelas datas, as diferentes teorias à cerca do seu autor e da data da obra, talvez nunca venham a ser resolvidas. Alguns estudiosos acreditam que, contrariamente à crença popular, esta obra contém não só os textos do autor original, mas também comentários e explicações de filósofos militares como Li Quan e Du Mu.
Dos textos militares escritos antes unificação China no século II a.C., sobreviveram seis, onde se inclui A Arte da Guerra. Em meados da Dinastia Song, estes seis trabalhos foram compilados com um texto da Dinastia Tang numa obra designada por Sete Clássicos Militares. Como peça central deste trabalho, A Arte da Guerra criou as fundações da teoria militar ortodoxa na China. Para ilustrar esta perspectiva, a leitura deste livro era obrigatória para passar nos exames necessários para nomeação imperial a posições militares.
De acordo com Simpkins & Simpkins, a obra de Sun Tzu utiliza linguagem que pode não ser muito usual num texto militar ocidental sobre guerra e estratégia. Por exemplo, o capítulo 11º afirma que um líder deve ser «sereno e inquestionável» e capaz de compreender «planos de difícil compreensão». Eles afirmam que o texto contém anotações que há muito confundem leitores ocidentais que não possuem conhecimentos sobre o pensamento religioso do leste asiático. O significado daquelas anotações torna-se claro quando interpretado no contexto da prática e pensamento taoísta. Sun Tzu via o general perfeito um mestre taoísta iluminado, o que levou a que A Arte da Guerra fosse considerada como um exemplo cimeiro de estratégia taoísta.
Esta obra não só é popular entre teóricos militares, mas também tem vindo a crescer de interesse, e a ser utilizado, no campo político, em particular os seus líderes, e no mundo empresarial. Embora o seu título remeta para a guerra, este livro descreve o conceito de estratégia de um modo amplo, abrangendo o planeamento e a administração pública. O texto estabelece teorias de batalha, mas também defende a diplomacia e o relacionamento com outros povos como factores essenciais ao bem-estar do Estado.
Em 1972, estudiosos descobriram uma colecção de textos antigos escritos em tiras de bambú. Entre eles estavam A Arte da Guerra e os Métodos Militares, de Sun Pin. A descoberta dos trabalhos de Sun Pin é considerada extremamente importante em parte pela sua relação com Sun Tzu e, por outro lado, pelo contributo adicional que dá à doutrina militar da China antiga. A descoberta como um todo vem aumentar, significativamente, o conjunto de teorias militares sobreviventes do Período dos Reinos Combatentes. O tratado de Sun Pin é o único texto militar conhecido deste período descoberto no século XX, e é semelhante ao A Arte da Guerra.

## Autenticidade histórica
Alguns historiadores duvidam da existência de Sun Tzu e da data habitual atribuída à sua obra, A Arte da Guerra. O seu cepticismo é alimentado por diversos factores que incluem possíveis incorrecções históricas e anacronismos no texto, tal como a possibilidade da execução das concubinas favoritas do rei. Este cepticismo, que por vezes leva a uma negação total da existência de uma figura histórica de nome Sun Wu (Sun Tzu), tem originado acesos debates entre cépticos e tradicionalistas, em especial na China. A atribuição da autoria desta obra varia entre os historiadores: desde Sun; a um estudioso Chu Wu Zixu; um autor desconhecido; uma escola de pensamento em Qi ou Wu; Sun Pin; e outros.
Os mais tradicionalistas atribuem a autoria da presente obra a Sun Wu, que é referenciado nos Registros do Historiador e em Os Anais de Primavera e Outono. Sun Wu tem vasta actividade entre o século VI a.C. e o início de 512 a.C. A referência de alguns factos em A Arte da Guerra em outros textos históricos, é considerada como a prova da sua autenticidade e existência, assim como autoria do livro. Alguns conceitos estratégicos, tais como a classificação dos terrenos, são atribuídos a Sun Tzu. A sua utilização em outros trabalhos, como Os Métodos de Sima, são considerados como prova da sua autenticidade histórica.
Por seu lado, os mais cépticos apontam alguns problemas nos pontos de vista dos tradicionalistas, nomeadamente anacronismos em termos, tecnologia, ideias filosóficas, acontecimentos e técnicas militares. Colocam em causa algumas disparidades entre guerras de grande dimensão e técnicas sofisticadas descritas nos textos, e aquelas pequenas e mais primitivas batalhas que muitos acreditam que eram predominantes no século VI a.C. No entanto, de acordo com Ralph D. Sawyer, é muito provável que Sun Tzu tenha existido, não só como general, mas que tenha escrito os princípios do livro a ele atribuído. Sawyer defende que os ensinamentos serviriam para passar de geração para geração dentro da família ou em pequenas escolas de discípulos, onde se inclui Sun Pin, tendo sido revistos e expandidos desde a sua criação.

## Legado
A Arte da Guerra de Sun Tzu influenciou muitas figuras históricas. Segundo a tradição, o primeiro imperador da China unificada, Qin Shi Huang, considerava que o livro tinha um valor incalculável, no final do Período dos Reinos Combatentes. O livro foi introduzido no Japão por volta do ano de 760, e rapidamente se tornou bastante popular entre os seus generais. O livro contribuiu, também, para a unificação do Japão. O domínio do livro era reconhecido e apreciado entre os samurai, e os seus ensinamentos eram transmitidos e exemplificados por daimyo e shogun, como Oda Nobunaga, Toyotomi Hideyoshi, e Tokugawa Ieyasu.
O Almirante de Armada Tōgō Heihachirō, que liderou as forças japonesas na vitória contra a Rússia na Guerra Russo-Japonesa, era um ávido leitor desta obra.
O líder comunista Mao Tsé-Tung afirmou que parte da sua vitória sobre Chiang Kai-shek e o Kuomintang em 1949 se deveu A Arte da Guerra. O livro influenciou bastante os textos de Mao sobre a guerra de guerrilha que, mais tarde, influenciaram as revoltas comunistas por todo o mundo.
O general Vo Nguyen Giap, o militar responsável pela vitória sobre os franceses e norte-americanos na Guerra do Vietnam, era um acérrimo estudioso das ideias de Sun Tzu, colocando-as efectivamente na prática. A derrota dos Estados Unidos, mais do que o seu peso social e militar, chamou a atenção dos militares americanos para a figura de Sun Tzu e dos ensinamentos. Ho Chi Minh traduziu a obra para estudo dos oficiais vietnamitas.
O Departamento do Exército dos Estados Unidos, através do seu órgão máximo de decisão, ordenou a todas as unidades que tivessem nas bibliotecas das suas sedes livros sobre a arte da guerra para estudo do seu pessoal. A Arte da Guerra é um exemplo de uma obra para estar presente em todas as unidades, e os oficiais são obrigados a preparar apresentações sobre a análise que fazem ao livro.
A obra de Sun Tzu está incluída nas leituras dos Marines (Marine Corps Professional Reading Program nova designação para Commandant's Reading List). Durante a Guerra do Golfo na década de 1990, ambos os generais Norman Schwarzkopf e Colin Powell puseram em prática os princípios engano, velocidade e ataque aos pontos fracos do inimigo.
Mark McNeilly escreveu no livro Sun Tzu and the Art of Modern Warfare que uma interpretação mais moderna de Sun Tzu, e a sua importância através da história da China, é essencial para a compreensão da ascensão como potência mundial da China, no século XXI. Os actuais historiadores chineses baseiam-se em ensinamentos de estratégia históricos e n'A Arte da Guerra no desenvolvimento das suas teorias, estabelecendo uma relação directa entre as suas actuais lutas e aquelas da China no tempo de Sun Tzu. Os ensinamentos de Sun Tzu, e de outros escritores tradicionais, têm uma grande influência sobre o desenvolvimento das actuais estratégias da China e dos seus líderes.